# Betűk (heraldika)
A betűk a heraldikában a pajzson, esetleg más címerrészeken előforduló jelképek. A címerképek közé tartoznak. Főleg az olasz és a spanyol heraldikában használják a pajzson vagy a pajzs mellett.
Idővel az adott név kezdőbetűi mellett egész szavak, rövidítések és rövid mondások (betűjeligék) is megjelentek a címerekben. Ezeket gyakran címerjavításként vettek használatba és külön értelmük van. Feloldásuk hozzájárul a címer történetének ismeretéhez. A Klaniczay család cí merében az EDUCATIO szó olvasható. A Máriaffi család 1742-es címerjavításában M.D. monogram, a Mária szó, M.F. monogram és az "et ad me conversio ejus" mondat 
olvasható.
A betűjelige (de: Buchstabendevise) olyan jelmondat vagy szólás, melyre ezek szavainak kezdőbetűivel utalnak. Ilyen például a W. G. W (Wie Gott Will). A legismertebbek közé tartozik III. Frigyes császár (1440-1493) A. E. I. O. V. alakú rövidítése (ahol a V az U-nak felel meg), melynek többféle megfejtése is van.
A betűcímerek (de: Buchstabenwappen) mezője egy vagy több betűt tartalmaz. Ilyen címerek már a 15. században is előfordultak. Ehhez hasonlók a monogramcímerek (de: Initialwappen). Főleg a városcímerek között fordulnak elő és általában az adott település kezdőbetűinek felelnek meg. Egyes nemesi címerekben az uralkodó monogramja is szerepel, melyet tulajdonosuk gyakran kitüntetésképp kapott. Néha egy-egy olyan szó (de: Wort) is megjelenik a címerben, melyet 
antiheraldikus címerképnek tartanak. Ilyen pl. a FIDELITAS szó Karlsruhe címerében, a LIBERTAS San Marino államcímerében, mely ott nem címerkép, hanem jelmondat.